# خربة المرد
خربة المرد تعرف أيضا بالإسم الإغريقي هيراكنيا (بالإغريقية: Ὑρκανία)‏ كانت قلعة قديمة في صحراء يهودا. أعيد بناء الموقع خلال الفترة البيزنطية كدير يسمى كاستليون.

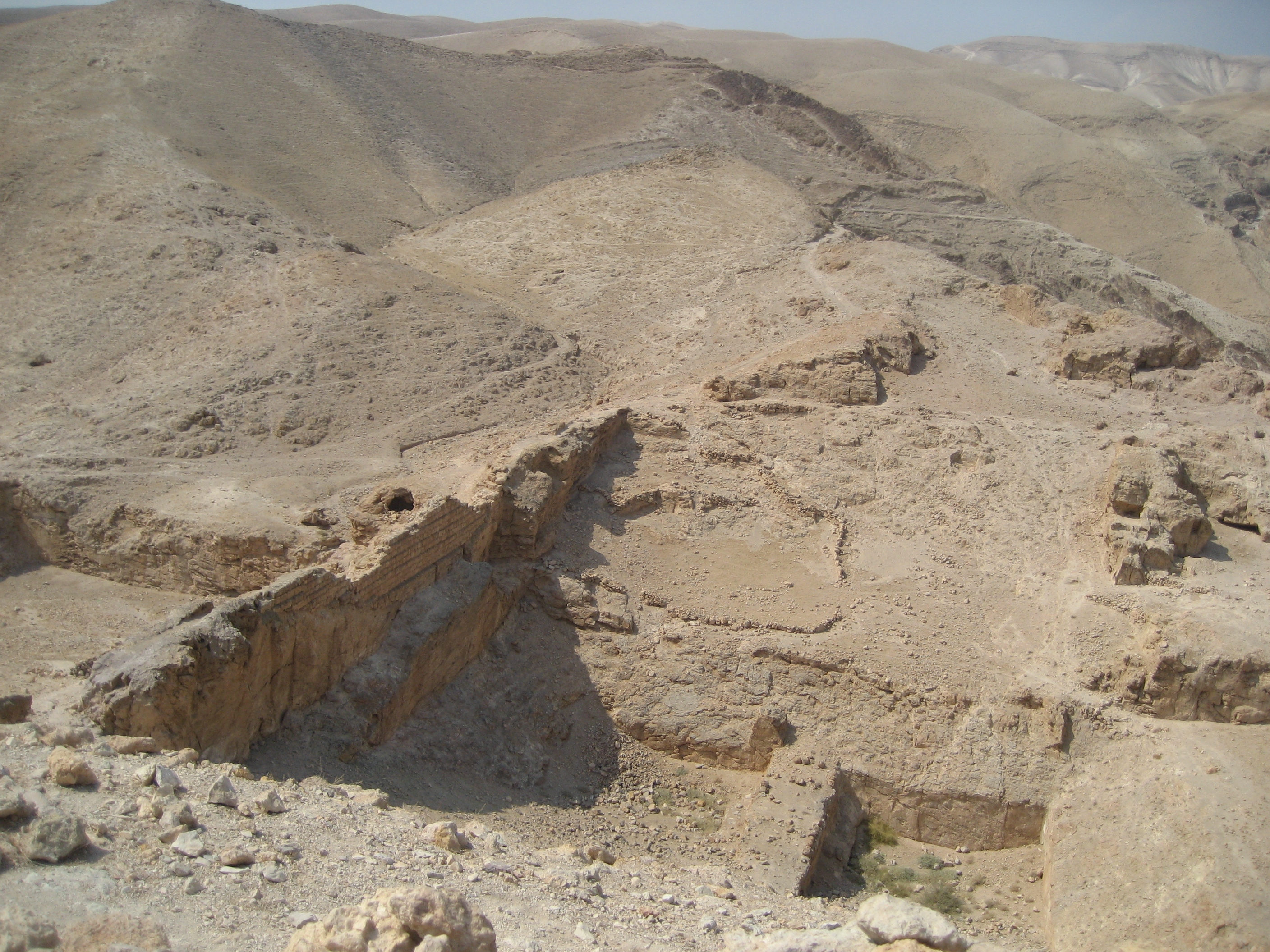
خزان مياه

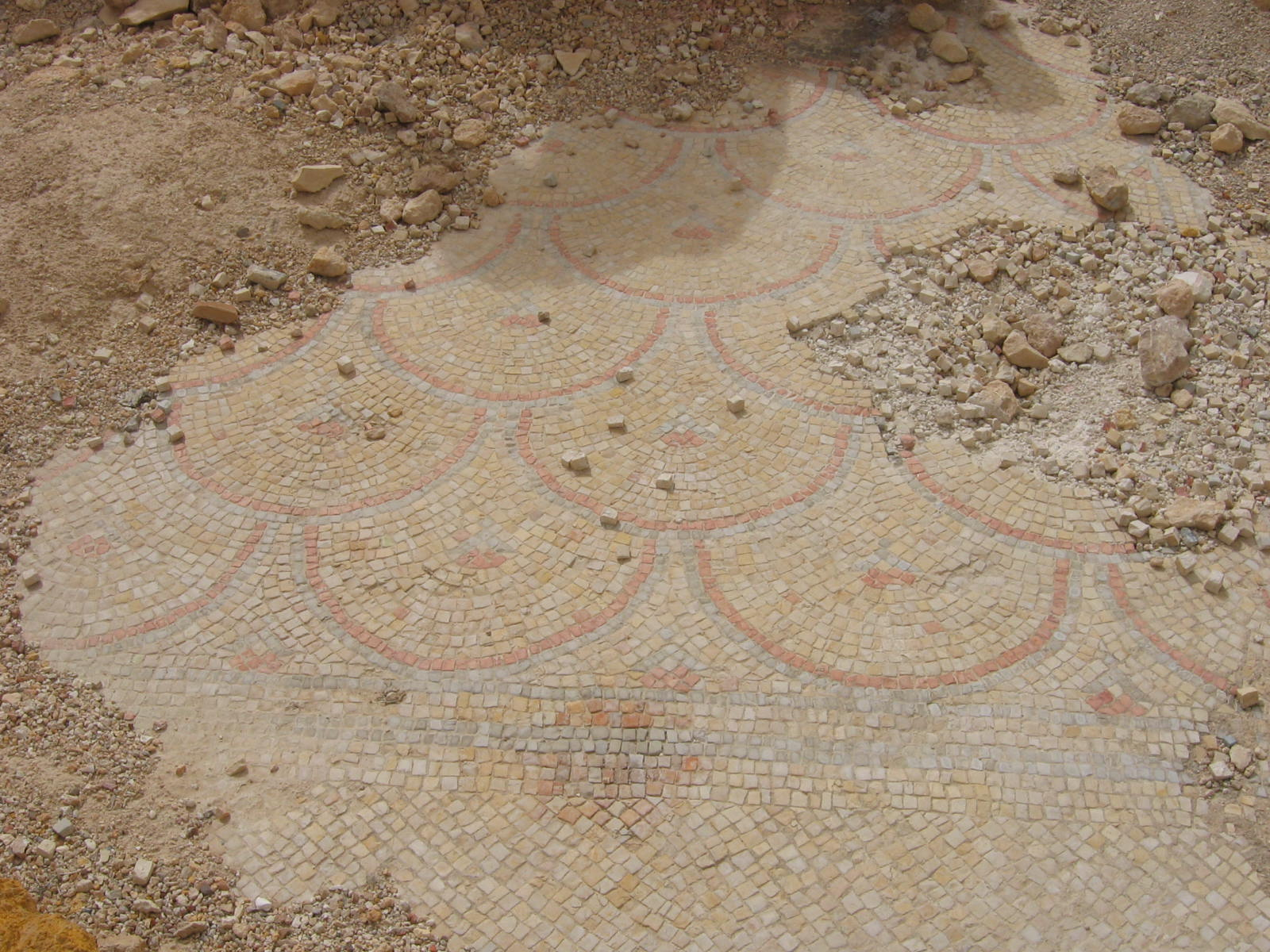
أرضية فسيفساء من الفترة الهيرودية

يقع الموقع على تل معزول حوالي 200 متر فوق وادي هراكنيا (البقيعة)، على الحافة الغربية. هذا الموقع هو على بعد حوالي 5 كم غرب قمران و 16 كم شرق القدس. لم تتم أعمال الحفر والتنقيبات الأثرية في الموقع بشكل كامل وبدقة. تستند المعرفة الحالية حول أنقاض الموقع إلى عدد محدود من الحفريات الإختبارية.

## تاريخ

### قلعة الحشمونائيم
تم بناء هيركانيا على ما يبدو من قبل يوحنا هيركانوس أو ابنه ألكسندر جنايوس في القرن الثاني أو الأول قبل الميلاد. أول ذكر للقلعة كان في عهد سالومي ألكسندرا، زوجة جنايوس، حوالي. 75 قبل الميلاد: يقول يوسيفوس فلافيوسأن هيراكنيا، إلى جانب قلعة مكاور وألإسكندريون، كانت واحدة من ثلاث قلاع لم تتخل عنها الملكة عندما سلمت السيطرة على معاقلها إلى حزب الفريسيين.
تم ذكر القلعة مرة أخرى في عام 57 قبل الميلاد عندما هرب ألكسندر المكابي، ابن أرسطوبولس الثاني، من الحاكم الروماني لسوريا، أولوس غابينيوس، الذي جاء لقمع الثورة التي أثارها ألكسندر ضد هيركانوس الثاني. قام ألكسندر بالتحضير لتحصين هيراكنيا، لكنه استسلم في النهاية إلى غابينيوس. ثم تم هدم القلعة بعد ذلك. كما يشير الجغرافي اليوناني سترابو إلى الدمار الذي نتج، إلى جانب تدمير الإسكندريون وقلعة مكاور، وقال «ملاذات اللصوص وخزائن الطغاة»، أي بقصد نحو رئيس غابينيوس، الجنرال الروماني بومبيوس الكبير.

### قلعة هيروديان
تم ذكر هيراكنيا بعد ذلك في عام 33-32  ق.م على أنها أستعملت في انتفاضة ضد هيرودس الأول بقيادة أخت أنتيجونوس الحشموني - المنافس السابق لهيرودس الذي تم إعدامه. أستعيدت القلعة وتم توسيعها؛  اشتهر بأنه المكان الذي سجن فيه هيرودس أعدائه وقتلهم فيه،  الأمر الذي شمل في نهاية المطاف النهاية حتى إبنه ووريثه أنتيباتر الثاني.

### دير كاستليون
في أوقات لاحقة أسس القديس سبّاس المقدّس سكنًا (سينوبيوم) للنساك في الموقع عام 492 ب.م، حيث سمي هذا السكن ب كاستليون، وهو جزء من مجتمع تابع أو كما يدعى أيضا اللافرا المرتبط بالدير في مار سابا حوالي 4 كم إلى الجنوب الغربي. بقي النساك والرهبان حتى القرن الرابع عشر، مع محاولة وجيزة لإعادة المجتمع بين عامي 1923 و 1939. تعتمد هذه المعلمومات على فيتا سابا (Vit Sabae) ، سيرة تقديسية أو سيرة القديس سابا، وهو مصدر مقبول بشكل عام من قبل الباحثين. المصطلح الوصفي الآرامي ماردا ، «القلعة»، يتوافق في المعنى مع الاسم اليوناني كاستليون، ولكن لا ينبغي إعتباره اسمًا مناسبًا أو دقيق لهذا الموقع، إذ أن ماردا يعتبر اسم موقع محجوز - كما يمكننا أن نرى في سيرة إروثميوس - لمسعدة، وهي قلعة-قصر هيروديان بالقرب من البحر الميت والتي أعاد الرهبان البيزنطيون توطينها والسكن فيها لفترة وجيزة. 

## حفريات أثرية
حدد البعض وادي هيراكنيا (البقيعة) الموجود أسفل القلعة على أنه وادي عكور التوراتي، والذي تم تحديده في المخطوطة النحاسية التي هي جزء من مخطوطات البحر الميت كموقع للكنز العظيم. وقد أدى ذلك إلى إثارة إهتمام صائدي الكنوز بالمنطقة، رغم تعرض المنطقة لتدريبات بالذخيرة الحية من قبل الجيش الإسرائيلي.  تم إزالة الحطامات والرمال من نفقان قديمان متدرجان الذين تم قطعهما في الصخر لمسافة 50 أمتار في مكان قريب، وكان ذلك جزء من تحقيق أجراه أورين جوتفيلد من الجامعة العبرية، لكن لم يتم إيجاد أي شيء نهاية هذا التحقيق عدا عن وعاء فخاري من فترة الحشمونائيين وهيكل عظمي. 

### البرديات
تم التنقيب عن مجموعة كبيرة من البرديات، وهي بقايا مكتبة رهبانية واحدة أو أكثر من واحدة حتى التي كانت موجودة في القرنين السابع والثامن الميلاديين، تم التنقيب عنها في الموقع في عام 1950 وهي موجودة الآن في جامعة لوفان الكاثوليكية ومتحف الآثار الفلسطيني (متحف روكفلر). من بين البرديات التي وجدت، يوجد جزء سرياني من القرن السادس، مُسمىsyr msK ، والذي يحافظ على نوع النص الغربي لسفر أعمال الرسل 10: 28-29، 32-41.